# Mar de Grises
A Mar de Grises (jelentése: "Szürke tenger") chilei death-doom zenekar volt Santiago városából.

## Története
2000-ben alakultak. 2002-es demójuk felkeltette a doom metal zenekarokra szakosodott Firebox Records figyelmét, így 2004-ben megjelent első nagylemezük, a Firebox gondozásában. Pályafutásuk alatt egy demót, egy EP-t és három nagylemezt adtak ki. 2013-ban feloszlottak.

## Tagok
- Rodrigo Morris - gitár
- Sergio Alvarez - gitár
- Rodrigo Galvez - basszusgitár
- Alejandro Arce - dob
- Germán Toledo - ének

Korábbi tagok
- Juan Escobar - ének, billentyűk
- Marcelo R. - ének
- Herumor V - gitár

## Diszkográfia
- Demo 2002
- The Tatterdemalion Express (2004)
- Draining the Waterheart (2008)
- First River Regards (EP, 2009)[3]
- Streams Inwards (2010)